# Filip Kaloč
Filip Kaloč (* 27. Februar 2000 in Ostrava) ist ein tschechischer Fußballspieler. Seine Position ist das zentrale Mittelfeld.

## Karriere

### Verein
Kaloč begann seine Karriere 2007 beim MFK Vítcovice, ehe er 2011 in die Jugendabteilung von Baník Ostrava wechselte. Ab der Saison 2018/19 stand er dort im Profikader. Nachdem er in der Hinrunde zu keinem Einsatz in der Liga gekommen war, erfolgte zur Rückrunde der Saison eine Leihe zurück zum MFK Vítcovice in die zweite Liga.
Zu Beginn der Spielzeit 2019/20 folgte die Rückkehr nach Ostrava. Am 5. Oktober 2019 feierte Kaloc gegen den FC Trinity Zlín sein Pflichtspieldebüt in der höchsten tschechischen Spielklasse. Im Laufe der Saison kamen sieben weitere Einsätze hinzu, wobei er davon viermal in der Startelf stand.
In den darauffolgenden drei Saisons konnte er sich im Profiteam von Banik Ostrava als Stammkraft etablieren. Zum Ende der Saison 2022/23 wurde er sogar kurzzeitig zum Kapitän der Mannschaft ernannt.
Nach einer für ihn enttäuschenden Hinrunde der Saison 2023/24, in der er überraschend seinen Stammplatz verloren hatte, verständigte man sich im Januar 2024 auf eine Leihe bis zum Saisonende an den deutschen Zweitligisten 1. FC Kaiserslautern. Beim 1:3-Sieg des FCK im Viertelfinale des DFB-Pokal gegen Hertha BSC gelang ihm das erste Pflichtspieltor für seinen neuen Verein. Im weiteren Verlauf der Rückrunde konnte Kaloč zudem zwei Tore in der 2. Bundesliga erzielen und mit dem 1. FC Kaiserslautern den Klassenerhalt sichern. Vor dem letzten Saisonspiel, im Mai 2024, verkündete der Verein, dass eine Kaufoption gezogen wurde und der Spieler somit langfristig fest verpflichtet werden konnte.
Im Sommer 2025 wechselte er zum bulgarischen Erstligisten Ludogorez Rasgrad.

### Nationalmannschaft
Kaloč durchlief sämtliche Junioren-Nationalmannschaften der Tschechischen Republik. Bei der U-21-Fußball-Europameisterschaft 2023 führte er die Mannschaft als Kapitän an.